# Aeroportul Municipal Bowman
Aeroportul Municipal Bowman (IATA: BWM, ICAO: KBPP, FAA LID: BPP) este un aeroport din Comitatul Bowman, Dakota de Nord, Dakota de Nord, Statele Unite ale Americii ce deservește zona Bowman⁠(d). A fost numit după zona deservită.
Situat la o altitudine de 902 m, aeroportul dispune de 1 pistă.

## Infrastructură

### Piste
Aeroportul dispune de o singură pistă. Pista are orientarea 11/29. 